# Seznam prelátů, biskupů a arcibiskupů v Riu de Janeiro
Následující osoby byly představenými partikulární církve v Rio de Janeiru:

## Teritoriální preláti
- Bartolomeu Simões Pereira (1577 jmenovaný – 1591 rezignoval)
- João da Costa (1603 jmenovaný – 1606 zemřel)
- Bartholomeu Lagarto (1606 jmenovaný – 1606 zemřel)
- Mateus da Costa Aborim (1606 jmenovaný – 1629 zemřel)
- Máximo Pereira O.S.B. (1629 jmenovaný – 1629 zemřel)
- Lourenço de Mendonça (1631 jmenovaný – 1637 rezignoval)
- Pedro Homem Albernaz (1639 jmenovaný – 1643 zemřel)
- Antonio de Mariz Loureiro (1643 jmenovaný – 1657 zemřel)
- Manuel de Sousa e Almada (1658 jmenovaný – 1671 zemřel)
- Francisco da Silveira Dias (1671 jmenovaný –1671 rezignoval)
- Manuel Pessoa de Figueiredo (1673 jmenovaný –1673 zemřel)

## Diecézní biskupové
- Manoel Pereira O.P. (1676 jmenovaný – 1680 rezignoval, aniž by se ujal úřadu, i když byl vysvěcen na biskupa).
- José de Barros Alarcão (1680 jmenovaný – 1700 zemřel). Je považován za prvního biskupa v Rio de Janeiru, protože jeho předchůdce se nikdy nedostal do města a neujal se úřadu.
- Francisco de São Jerõnimo de Andrade S.C.I. (1701 jmenovaný – 1721 zemřel)
- Antônio de Guadalupe O.F.M. (1725 jmenovaný – 1740 zemřel)
- João da Cruz Salgado de Castilho O.C.D. (1740 jmenovaný – 1745 rezignoval)
- Antônio de Nossa Senhora do Desterro Malheiro O.S.B. (1745 jmenovaný – 1773 zemřel)
- José Joaquim Justiniano Mascarenhas Castello Branco (1773 jmenovaný – 1805 zemřel)
- José Caetano da Silva Coutinho (1806 jmenovaný – 1833 zemřel)
- Manoel de Monte Rodrigues de Araújo (1839 jmenovaný – 1863 zemřel)
- Pedro Maria de Lacerda (1868 jmenovaný – 1890 zemřel)
- José Pereira da Silva Barros (1891 jmenovaný – 1893 rezignoval). I když diecéze byla povýšena na arcidiecézi v roce 1892, pokračoval ve vedení diecéze jako biskup až do té doby, kdy byla přijata jeho rezignace (1.9.1893). Již 12. září 1893 byl jmenován jeho nástupce, první metropolitní arcibiskup v Rio de Janeiru.

## Metropolitní arcibiskupové
Od roku 1905, kdy Pius X. jmenoval biskupa Arcoverdeho kardinálem, se všichni jeho nástupci stali kardinály.
- João Fernando Santiago Esberrard (1893 jmenovaný – 1897 zemřel)
- kardinál Joaquim Arcoverde de Albuquerque Cavalcanti (1897 jmenovaný – 1930 zemřel) Kreován kardinálem roku 1905.
- kardinál Sebastião Leme da Silveira Cintra (1930 nastoupil – 1942 zemřel) Kreován kardinálem roku 1930.
- kardinál Jaime de Barros Câmara (1943 jmenovaný – 1971 zemřel) Kreován kardinálem roku 1946.
- kardinál Eugênio de Araújo Sales (1971 jmenovaný – 2001 rezignoval) Kreován kardinálem roku 1969.
- kardinál Eusébio Oscar Scheid S.C.I. (2001 jmenovaný – 2009 rezignoval) Kreován kardinálem roku 2003).
- kardinál Orani João Tempesta O. Cist. (2009 jmenovaný – )